# نهائي كأس العالم 1990
نهائي كأس العالم لكرة القدم 1990 (بالإنجليزية: 1990 FIFA World Cup Final) هي مباراة أُقيمت بتاريخ 8 يوليو 1990 في العاصمة الإيطالية روما، وجمعت منتخبيّ ألمانيا الغربية والأرجنتين، وكان المنتخب الأرجنتيني بقيادة دييغو مارادونا حامل اللقب السابق لسبق فوزه ببطولة كأس العالم لكرة القدم 1986 في المكسيك ضمن التشكيلة الأساسية، فازت ألمانيا الغربية على الأرجنتين بنتيجة 1-0 حيث جاء الهدف من ضربة جزاء  في الدقائق الأخيرة للشوط الثاني من عمر المباراة عبر ركلة الجزاء المتأخرة التي نفذها أندرياس بريمه على ملعب ملعب أولمبيكو.
حتى الآن، تعد هذه المباراة هي مباراة الرد والثأر (أو مباراة العودة الوحيدة)، حيث هزمت الأرجنتين ألمانيا الغربية في المباراة النهائية السابقة عام 1986. أصبحت الأرجنتين أول فريق يفشل في التسجيل في نهائي كأس العالم (حتى تلك البطولة)، وأول حامل لفب يدافع عن اللقب يصل إلى النهائي ويخسر. كان فوز ألمانيا الغربية على الأرجنتين بمثابة المرة الأولى التي يهزم فيها منتخب الاتحاد الأوروبي لكرة القدم فريق الكونميبول في المباراة النهائية (فازت أمريكا الجنوبية بجميع النهائيات السابقة بين القارتين).
أصبحت ألمانيا الغربية أول فريق يلعب في ثلاث نهائيات متتالية (لعبوا في نهائيات 1982 و1986)، وهو إنجاز لم تكرره البرازيل إلا لاحقا في 1994 و1998 و2002. كانت هذه المباراة آخر مباراة لألمانيا الغربية في نهائيات كأس العالم. وكان أمل ألمانيا الغربية وقائدها لوثار ماتيوس (29 عام وقتها) محو اثار خيبة الامل بعد الفشل في نهائي 1982 امام إيطاليا و1986 امام الارجنتين بالذات فكانت المباراة ثأرية بالنسبة لهم. لعب الفريق ثلاث مباريات أخرى قبل تشكيل فريق ألماني موحد لاحقًا في عام 1990، نتيجة إعادة توحيد ألمانيا الشرقية والغربية بعد أكثر من 40 عامًا.

## الطريق إلى النهائي
| الفريق                   | # | فاز | تعادل | خسر | له | عليه | GD | نقاط |
| ------------------------ | - | --- | ----- | --- | -- | ---- | -- | ---- |
| ألمانيا الغربية          | 3 | 2   | 1     | 0   | 10 | 3    | +7 | 5    |
| يوغوسلافيا               | 3 | 2   | 0     | 1   | 6  | 5    | +1 | 4    |
| كولومبيا                 | 3 | 1   | 1     | 1   | 3  | 2    | +1 | 3    |
| الإمارات العربية المتحدة | 3 | 0   | 0     | 3   | 2  | 11   | −9 | 0    |

| الفريق           | Pld | فاز | تعادل | خسر | له | عليه | GD | نقاط |
| ---------------- | --- | --- | ----- | --- | -- | ---- | -- | ---- |
| الكاميرون        | 3   | 2   | 0     | 1   | 3  | 5    | −2 | 4    |
| رومانيا          | 3   | 1   | 1     | 1   | 4  | 3    | +1 | 3    |
| الأرجنتين        | 3   | 1   | 1     | 1   | 3  | 2    | +1 | 3    |
| الاتحاد السوفيتي | 3   | 1   | 0     | 2   | 4  | 4    | 0  | 2    |

## المباراة

### ابرز الحضور
رئيس إيطاليا فرانشيسكو كوسيغا، رئيس الفيفا جواو هافيلانج، نائب رئيس الفيفا جوزيف بلاتر، رئيس ألمانيا الغربية ريتشارد فون فايتسكر و المستشارية الاتحادية الألمانية هلموت كول، وكذلك رئيس اللجنة الأولمبية الدولية خوان أنطونيو سامارانش، عضو اللجنة الاولمبية الدولية فهد الأحمد الصباح، ورئيس الاتحاد الاوروبي لكرة القدم جاك جيورجيس، كانوا من بين الذين حضروا النهائي. سلم الرئيس كوسيغا في وقت لاحق كأس بطولة كأس العالم إلى قائد ألمانيا الغربية لوتار ماتيوس.

### ملخص المباراة
غالبًا ما يُشار إلى نهائي عام 1990 على أنه أحد أبشع وأبشع نهائيات كأس العالم. كانت مباراة صعبة، ولفتت الانتباه في أول مباراتين في نهائي كأس العالم. كتب إيان موريسون: «لم تفعل اللعبة الكثير لكرة القدم ولكن كان هناك عزاء واحد: لو رفع الأرجنتين كأس العالم - بفوزين وخمسة أهداف في مبارياتهم السبعة - لكانت كارثة بالنسبة للعبة. على الأقل أسلوبهم الفظيع إلى Italia '90 ذهب بدون مكافأة.» بالرغم من نجاح الارجنتين في بلوغ المباراة النهائية وتحقيق حلم ها، لكنها كانت مضطرة إلى خوض النهائي دون خمسة لاعبين اساسيين بسبب الإيقاف منهم غيوستي واولارتيكويتشيا وكانيجيا وباتيستا.

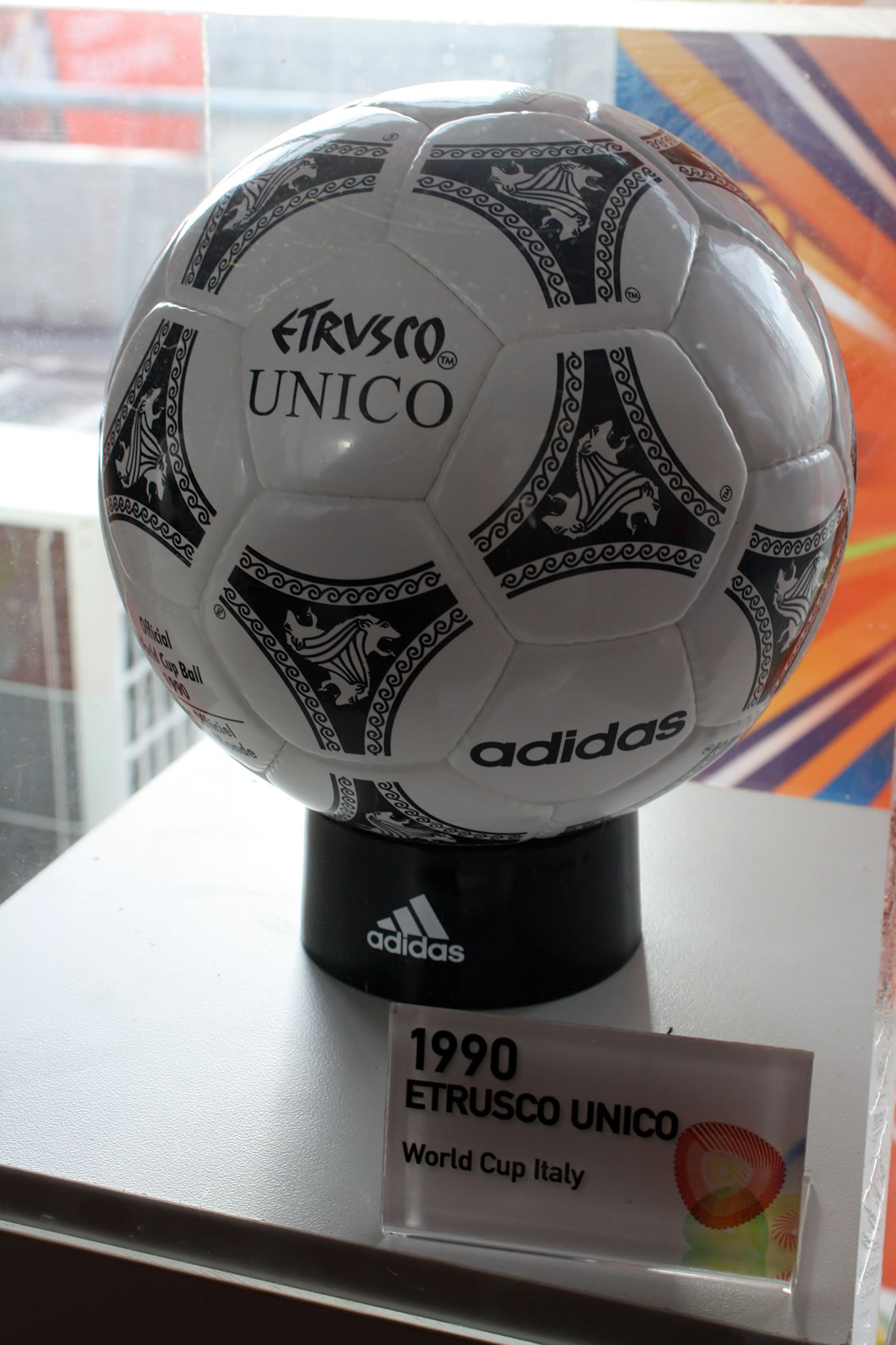
مثال على كرة Adidas Etrusco Unico المستخدمة في المباراة

بعد شوط أول خالٍ من الأحداث، سنحت لألمانيا الغربية بعض الفرص في بداية الشوط الثاني. قطع بيير ليتبارسكي إلى الداخل، وراوغ ثلاثة مدافعين من الارجنتين، لكن تسديدته من خارج منطقة الجزاء ذهبت بعيدًا. في وقت لاحق، فشل توماس بيرتهولد ورودي فولر، على التوالي، في الاستفادة من الركلات الحرة الخطيرة التي نفذها أندرياس بريمه. وفي الدقيقة 58، بدا أن الحارس الأرجنتيني سيرجيو غويوكوتشيا يسقط كلاوس آوغنتالر داخل منطقة الجزاء، لكن الحكم المكسيكي إدجاردو كودزال رفض احتساب ركلة جزاء. تميز بيدرو مونزون بكونه أول لاعب يُطرد في نهائي كأس العالم الاتحاد الدولي لكرة القدم، بعد أن حصل على بطاقة حمراء مباشرة بسبب تحدي متهور على يورغن كلينسمان. حذر الفيفا مسؤوليه من تطبيق القواعد ورفع مونزون قدمه أثناء التدخل، وهو خطأ ادعى كلينسمان أنه ترك جرحًا يبلغ 15 سم (6 بوصات) في ساقه. في الدقيقة 78، بعد ركلة ركنية غير صحيحة، خسر كابتن ألمانيا الغربية ماتيوس الكرة داخل منطقة جزاء فريقه ثم بدا وكأنه يتعثر غابرييل كالديرون. قال كودسال مرة أخرى للتواصل، وسط صيحات ركلات الترجيح من لاعب خط الوسط الأرجنتيني.
بعد ست دقائق من الوقت الكامل، تسبب كودسال في غضب الأرجنتينيين بعد أن منح ألمانيا الغربية ركلة جزاء مشكوك فيها  عقب تدخل روبرتو سينسيني المنزلق على فولر. اضطر ماتيوس الذي يسدد ركلات الجزاء بانتظام إلى استبدال حذاءه خلال المباراة ولم يشعر بالراحة في الحذاء الجديد، لذا أخذ أندرياس بريمي مكانه وحوّل ركلة الجزاء بتسديدة منخفضة بالقدم اليمنى إلى يمين الحارس.
تلقى غوستافو ديزوتي، الذي تم تحذيره بالفعل في الشوط الأول، بطاقة حمراء مباشرة في وقت متأخر من المباراة عندما قام بسحب يورغن كوهلر بما وصفته صحيفة نيويورك تايمز بأنه «تدخل في الرقبة بعيدًا عن المصارعة المحترفة»، بعد أن رفض كوهلر إعطاء- فوق الكرة في محاولة مزعومة لإضاعة الوقت. بعد طرد غوستافو ديزوتي، كان Codesal محاطًا ومزاحمًا من قبل بقية منتخب الأرجنتين، حيث تلقى مارادونا بطاقة صفراء للاعتراض. في صافرة النهاية، انفجر مارادونا، الذي تميز به غيدو بوخفالت في المباراة بأكملها تقريبًا ، بالبكاء وألقى باللوم على الحكم في الخسارة. دخلت الأرجنتين المباراة بأربعة لاعبين موقوفين وانتهت بتسعة رجال في الملعب، وخسرت بشكل عام أكثر من نصف فريقها بسبب الإصابة أو الإيقاف.
في المحصلة، كان لدى ألمانيا الغربية 16 فرصة للتسجيل من أصل 23 تسديدة. في تصريحات المدرب الألماني فرانتس بيكنباور «لم تكن هناك شكوك حول من سيفوز. لمدة 90 دقيقة هاجمنا الأرجنتين ولم يكن هناك أي شعور بأي خطر من أن يتم تسجيل هدف ضدنا. كما رأيت، تفوقنا عليهم. من البداية إلى النهاية». وقال بيكنباور أيضا: إن ركلة الجزاء «لم تكن مفتاح المباراة لأنه على أي حال كنا سنسجل، حتى لو استغرق الأمر وقتًا إضافيًا...... 1-0 بركلة لا تعطي فكرة عادلة عن هذه المباراة. يمكننا لقد ربحوا، 3-0. لا أتذكر فرصة واحدة كان على الأرجنتين أن تسجل فيها هدفًا.»
أصبحت الأرجنتين أول المتأهلين للنهائيات في المسابقة الذين لم يسجلوا، بتسديدة واحدة فقط على المرمى. فشل الأمريكيون الجنوبيون في وضع استراتيجية هجومية متماسكة وخسروا الكرة بشكل متكرر. بدلاً من ذلك، ركزوا على الدفاع بأي ثمن، مدركين أنهم سيحصلون على الأفضلية إذا تمكنوا من الوصول إلى ركلات الترجيح، حيث أنهم تقدموا بالفعل مرتين في البطولة بهذه الطريقة. . في ذلك الوقت، كان نهائي عام 1990 هو النهائي الذي يسجل أقل عدد من الأهداف في تاريخ المسابقة (على الرغم من كسر هذا الرقم القياسي بعد أربع سنوات، عندما فازت البرازيل على إيطاليا بركلات الترجيح بعد 120 دقيقة بدون أهداف).
أعطى فوز عام 1990 ألمانيا الغربية لقبها الثالث في كأس العالم لكرة القدم، مما جعلها أيضًا الفريق الذي لعب في معظم نهائيات كأس العالم الفيفا في ذلك الوقت (ثلاثة انتصارات وثلاث هزائم)، فضلاً عن الثأر لهزيمتها على يد الأرجنتين في النهائي السابق. وهذا يعني أيضًا أن مدرب ألمانيا فرانز بيكنباور أصبح الشخص الوحيد الذي فاز بالميداليتين الفضية والذهبية في كأس العالم كلاعب (1966، 1974) وكمدرب (1986، 1990).

### تقرير المباراة
| 8 يوليو 1990      | ألمانيا الغربية          | 1–0     | الأرجنتين | ملعب أولمبيكو، روما                             |  |  |
| 20:00 ت ع م+02:00 | أندرياس بريمه 85' (ض.ج.) | التقرير |           | الحضور: 73,603 الحكم: إدغاردو كوديسال (المكسيك) |  |  |
|                   |                          |         |           |                                                 |  |  |
|                   |                          |         |           |                                                 |  |  |

| ألمانيا الغربية | الأرجنتين |

| GK             | 1  | بودو إليغنر       |     |     |
| SW             | 5  | كلاوس آوغنتالر    |     |     |
| CB             | 6  | غيدو بوخفالد      |     |     |
| CB             | 4  | يورغن كوهلر       |     |     |
| RWB            | 14 | توماس بيرثولد     |     | 73' |
| LWB            | 3  | أندرياس بريمه     |     |     |
| DM             | 10 | لوتار ماتيوس      |     |     |
| CM             | 8  | توماس هاسلر       |     |     |
| CM             | 7  | بيير ليتبارسكي    |     |     |
| CF             | 9  | رودي فولر         | 52' |     |
| CF             | 18 | يورغن كلينسمان    |     |     |
| البدلاء:       |    |                   |     |     |
| GK             | 12 | ريمون أومان       |     |     |
| DF             | 2  | شتيفان رويتر      |     | 73' |
| MF             | 15 | أوفه باين         |     |     |
| MF             | 20 | أولاف تون         |     |     |
| FW             | 13 | كارل-هاينتس ريدله |     |     |
| المدرب:        |    |                   |     |     |
| فرانتس بكنباور |    |                   |     |     |

| GK             | 12 | سيرجيو غويكوتشيا   |        |     |
| SW             | 20 | خوان سيمون         |        |     |
| CB             | 18 | خوسيه سريزويلا     |        |     |
| CB             | 19 | أوسكار روجيري      |        | 46' |
| RWB            | 4  | خوسيه بازوالدو     |        |     |
| LWB            | 17 | روبيرتو سينسيني    |        |     |
| DM             | 13 | نيستور لورينزو     |        |     |
| CM             | 21 | بيدرو تروليو       | 84'    |     |
| AM             | 10 | دييغو مارادونا     | 87'    |     |
| SS             | 7  | خورخي بوروتشاغا    |        | 53' |
| CF             | 9  | غوستافو ديزوتي     | 5' 87' |     |
| البدلاء:       |    |                    |        |     |
| GK             | 22 | فابيان كانسيلاريتش |        |     |
| DF             | 5  | إدغاردو باوزا      |        |     |
| DF             | 15 | بيدرو مونزون       | 65'    | 46' |
| MF             | 6  | غابرييل كالديرون   |        | 53' |
| FW             | 3  | هابيل بالبو        |        |     |
| المدرب:        |    |                    |        |     |
| كارلوس بيلاردو |    |                    |        |     |

| حكم مساعد (كرة قدم): أرماندو بيريز هويوس (كولومبيا) ميخا ليستكيفيتش (بولندا) | القواعد: - 90 دقيقة - 30 دقيقة من الوقت الإضافي إذا انتهت 90 دقيقة بالتعادل - تسمية 5 بدلاء اثنين فقط بينهم يمكنهم اللعب. |